# (5596) Morbidelli
(5596) Morbidelli (1991 PQ10) – planetoida z pasa głównego asteroid okrążająca Słońce w ciągu 3,21 lat w średniej odległości 2,18 j.a. Odkryta 7 sierpnia 1991 roku.